# Dreiband-Europameisterschaft 2008

Logo CEB (ausrichtender Verband)

Veranstaltungsort: Florange

Die Dreiband-Europameisterschaft 2008 war das 65. Turnier in dieser Disziplin des Karambolagebillards und fand vom 5. bis zum 8. Juni 2008 in Florange im französischen  Département Moselle statt. Es war die zehnte Dreiband-EM in Frankreich in der 76-jährigen Geschichte dieser Meisterschaft.

## Geschichte
In den Vorrundengruppen setzten sich fast komplett alle Favoriten durch. Die beste Leistung zeigte der Spanier Daniel Sánchez. Das nutzte ihm aber wenig. Denn im Achtelfinale kam das Aus nach einer 2:1 Satzführung gegen den Belgier Roland Forthomme. Den besten Eindruck im Achtelfinale hinterließ aber der Niederländer  Dick Jaspers. In einer nie gefährdeten Partie gewann er gegen den Deutschen Ex-Weltmeister Christian Rudolph mit 3:0 Sätzen. Nicht viel besser erging es dem aktuellen deutschen Meister Martin Horn. Gegen den Schweden Torbjörn Blomdahl gab es eine 1:3-Niederlage. Im Viertelfinale gab es nur durchschnittliche Leistungen. Ab dem Halbfinale zeigte Dick Jaspers seine Klasse. Erst schaltete er Roland Forthomme mit 3:0 Sätzen und 3,214 Durchschnitt aus. Dann kam das beste Finale in der Dreibandgeschichte. Gegen Torbjörn Blomdahl, der 3,000 Durchschnitt spielte, gab es einen glatten 3:0-Sieg. Mit 45 Points in 8 Aufnahmen übertraf er die bisher erzielte Bestleistung von Frédéric Caudron, erzielt 1996 beim Weltcup-Turnier im koreanischen Taegu, von 45 Points in 9 Aufnahmen. Das ergab den neuen Europarekord im besten Einzeldurchschnitt (BED) von 5,625. Dick Jaspers spielte im Match gegen Torbjörn Blomdahl einen prolongierten Rekord in der Höchstserie (HS) von 34 Punkten, indem er den ersten Satz mit einer Serie von 13 Punkten beendete, den zweiten Satz stieß er in der ersten Aufnahme aus (15 Punkte) und startete im dritten Satz mit 6 Punkten. Die CEB und die UMB erkennt diesen Rekord nicht als Weltrekord an, da seit Jahren prolongierte Serien nicht mehr gewertet werden.

## Modus
Gespielt wurde das Turnier mit 32 Teilnehmern. In den Gruppenspielen wurde auf zwei Gewinnsätze à 15 Points gespielt. Ab dem Achtelfinale ging es um drei Gewinnsätze pro Spiel. Platz drei wurde nicht mehr ausgespielt.

## Gruppenphase
| MP    | Match Points (Sieger = 2; Unentschieden = 1; Verlierer = 0) |
| Pkte. | Erzielte Karambolagen                                       |
| Aufn. | Benötigte Versuche                                          |
| GD    | Generaldurchschnitt                                         |
| BED   | Bester Einzeldurchschnitt eines Spielers                    |
| HS    | Höchstserie                                                 |
|       | Bester GD des Turniers                                      |
|       | Bester ED des Turniers                                      |
|       | Beste HS des Turniers                                       |
|       | 1. Platz (Gold)                                             |
|       | 2. Platz (Silber)                                           |
|       | 3. Platz (Bronze)                                           |

| Abschlusstabelle Gruppe A | Abschlusstabelle Gruppe A | Abschlusstabelle Gruppe A | Abschlusstabelle Gruppe A | Abschlusstabelle Gruppe A | Abschlusstabelle Gruppe A | Abschlusstabelle Gruppe A | Abschlusstabelle Gruppe A | Abschlusstabelle Gruppe A |
| Platz                     | Name                      | MP                        | SV                        | Pkt.                      | Aufn.                     | GD                        | BED                       | HS                        |
| ------------------------- | ------------------------- | ------------------------- | ------------------------- | ------------------------- | ------------------------- | ------------------------- | ------------------------- | ------------------------- |
| 1                         | Eddy Merckx               | 6                         | 6:1                       | 104                       | 67                        | 1,552                     | 2,000                     | 8                         |
| 2                         | Raimond Burgman           | 4                         | 5:2                       | 91                        | 72                        | 1,263                     | 1,304                     | 8                         |
| 3                         | Andreas Kronlachner       | 2                         | 2:4                       | 58                        | 73                        | 0,794                     | 0,833                     | 4                         |
| 4                         | Balint Szluka             | 0                         | 0:6                       | 44                        | 82                        | 0,536                     | –                         | 3                         |

| Abschlusstabelle Gruppe B | Abschlusstabelle Gruppe B | Abschlusstabelle Gruppe B | Abschlusstabelle Gruppe B | Abschlusstabelle Gruppe B | Abschlusstabelle Gruppe B | Abschlusstabelle Gruppe B | Abschlusstabelle Gruppe B | Abschlusstabelle Gruppe B |
| Platz                     | Name                      | MP                        | SV                        | Pkt.                      | Aufn.                     | GD                        | BED                       | HS                        |
| ------------------------- | ------------------------- | ------------------------- | ------------------------- | ------------------------- | ------------------------- | ------------------------- | ------------------------- | ------------------------- |
| 1                         | Torbjörn Blomdahl         | 6                         | 6:0                       | 90                        | 62                        | 1,451                     | 1,666                     | 7                         |
| 2                         | Jérémy Bury               | 4                         | 4:2                       | 82                        | 72                        | 1,138                     | 1,250                     | 7                         |
| 3                         | Ihab El Messery           | 2                         | 2:4                       | 67                        | 92                        | 0,728                     | 0,714                     | 7                         |
| 4                         | Ari Fagerström            | 0                         | 0:6                       | 54                        | 86                        | 0,627                     | –                         | 5                         |

| Abschlusstabelle Gruppe C | Abschlusstabelle Gruppe C | Abschlusstabelle Gruppe C | Abschlusstabelle Gruppe C | Abschlusstabelle Gruppe C | Abschlusstabelle Gruppe C | Abschlusstabelle Gruppe C | Abschlusstabelle Gruppe C | Abschlusstabelle Gruppe C |
| Platz                     | Name                      | MP                        | SV                        | Pkt.                      | Aufn.                     | GD                        | BED                       | HS                        |
| ------------------------- | ------------------------- | ------------------------- | ------------------------- | ------------------------- | ------------------------- | ------------------------- | ------------------------- | ------------------------- |
| 1                         | Frédéric Caudron          | 6                         | 6:1                       | 100                       | 55                        | 1,818                     | 2,307                     | 11                        |
| 2                         | Jean-Christophe Roux      | 4                         | 5:2                       | 91                        | 79                        | 1,151                     | 1,428                     | 6                         |
| 3                         | Vasco Gomes               | 2                         | 2:4                       | 63                        | 77                        | 0,818                     | 0,937                     | 4                         |
| 4                         | Milan Nedovic             | 0                         | 0:6                       | 48                        | 67                        | 0,716                     | –                         | 4                         |

| Abschlusstabelle Gruppe D | Abschlusstabelle Gruppe D | Abschlusstabelle Gruppe D | Abschlusstabelle Gruppe D | Abschlusstabelle Gruppe D | Abschlusstabelle Gruppe D | Abschlusstabelle Gruppe D | Abschlusstabelle Gruppe D | Abschlusstabelle Gruppe D |
| Platz                     | Name                      | MP                        | SV                        | Pkt.                      | Aufn.                     | GD                        | BED                       | HS                        |
| ------------------------- | ------------------------- | ------------------------- | ------------------------- | ------------------------- | ------------------------- | ------------------------- | ------------------------- | ------------------------- |
| 1                         | Daniel Sánchez            | 6                         | 6:0                       | 90                        | 40                        | 2,250                     | 3,000                     | 13                        |
| 2                         | Mikael Nilsson            | 4                         | 4:2                       | 68                        | 51                        | 1,333                     | 1,578                     | 7                         |
| 3                         | Lütfi Çenet               | 2                         | 2:4                       | 74                        | 63                        | 1,174                     | 1,034                     | 6                         |
| 4                         | Stephan Kohout            | 0                         | 0:6                       | 35                        | 56                        | 0,625                     | –                         | 4                         |

| Abschlusstabelle Gruppe E | Abschlusstabelle Gruppe E | Abschlusstabelle Gruppe E | Abschlusstabelle Gruppe E | Abschlusstabelle Gruppe E | Abschlusstabelle Gruppe E | Abschlusstabelle Gruppe E | Abschlusstabelle Gruppe E | Abschlusstabelle Gruppe E |
| Platz                     | Name                      | MP                        | SV                        | Pkt.                      | Aufn.                     | GD                        | BED                       | HS                        |
| ------------------------- | ------------------------- | ------------------------- | ------------------------- | ------------------------- | ------------------------- | ------------------------- | ------------------------- | ------------------------- |
| 1                         | Dick Jaspers              | 6                         | 6:1                       | 99                        | 58                        | 1,706                     | 2,052                     | 7                         |
| 2                         | Filipos Kasidokostas      | 4                         | 5:2                       | 94                        | 61                        | 1,540                     | 2,000                     | 9                         |
| 3                         | Torsten Danielsson        | 2                         | 2:5                       | 66                        | 87                        | 0,758                     | 0,955                     | 7                         |
| 4                         | Ramon Hamm                | 0                         | 1:6                       | 42                        | 80                        | 0,525                     | –                         | 4                         |

| Abschlusstabelle Gruppe F | Abschlusstabelle Gruppe F | Abschlusstabelle Gruppe F | Abschlusstabelle Gruppe F | Abschlusstabelle Gruppe F | Abschlusstabelle Gruppe F | Abschlusstabelle Gruppe F | Abschlusstabelle Gruppe F | Abschlusstabelle Gruppe F |
| Platz                     | Name                      | MP                        | SV                        | Pkt.                      | Aufn.                     | GD                        | BED                       | HS                        |
| ------------------------- | ------------------------- | ------------------------- | ------------------------- | ------------------------- | ------------------------- | ------------------------- | ------------------------- | ------------------------- |
| 1                         | Peter de Backer           | 6                         | 6:1                       | 100                       | 74                        | 1,351                     | 1,181                     | 7                         |
| 2                         | Martin Horn               | 4                         | 5:4                       | 116                       | 79                        | 1,468                     | 1,826                     | 12                        |
| 3                         | Kurt Ceulemans            | 2                         | 3:4                       | 93                        | 78                        | 1,192                     | 0,967                     | 8                         |
| 4                         | Kost. Papakonstantinou    | 0                         | 1:6                       | 71                        | 89                        | 0,797                     | –                         | 6                         |

| Abschlusstabelle Gruppe G | Abschlusstabelle Gruppe G | Abschlusstabelle Gruppe G | Abschlusstabelle Gruppe G | Abschlusstabelle Gruppe G | Abschlusstabelle Gruppe G | Abschlusstabelle Gruppe G | Abschlusstabelle Gruppe G | Abschlusstabelle Gruppe G |
| Platz                     | Name                      | MP                        | SV                        | Pkt.                      | Aufn.                     | GD                        | BED                       | HS                        |
| ------------------------- | ------------------------- | ------------------------- | ------------------------- | ------------------------- | ------------------------- | ------------------------- | ------------------------- | ------------------------- |
| 1                         | Marco Zanetti             | 6                         | 6:0                       | 90                        | 71                        | 1,267                     | 1,666                     | 9                         |
| 2                         | Roland Forthomme          | 2                         | 3:4                       | 96                        | 74                        | 1,297                     | 1,428                     | 7                         |
| 3                         | Alfonso Legazpi           | 2                         | 2:4                       | 67                        | 82                        | 0,817                     | 0,909                     | 5                         |
| 4                         | Antonio Oddo              | 2                         | 2:5                       | 79                        | 91                        | 0,868                     | 1,054                     | 8                         |

| Abschlusstabelle Gruppe H | Abschlusstabelle Gruppe H | Abschlusstabelle Gruppe H | Abschlusstabelle Gruppe H | Abschlusstabelle Gruppe H | Abschlusstabelle Gruppe H | Abschlusstabelle Gruppe H | Abschlusstabelle Gruppe H | Abschlusstabelle Gruppe H |
| Platz                     | Name                      | MP                        | SV                        | Pkt.                      | Aufn.                     | GD                        | BED                       | HS                        |
| ------------------------- | ------------------------- | ------------------------- | ------------------------- | ------------------------- | ------------------------- | ------------------------- | ------------------------- | ------------------------- |
| 1                         | Thomas Andersen           | 6                         | 6:2                       | 105                       | 81                        | 1,296                     | 1,761                     | 9                         |
| 2                         | Christian Rudolph         | 4                         | 5:2                       | 92                        | 84                        | 1,095                     | 1,428                     | 8                         |
| 3                         | Jean Paul de Bruijn       | 2                         | 3:5                       | 93                        | 56                        | 1,660                     | 2,866                     | 12                        |
| 4                         | Nikos Polychronopoulos    | 0                         | 1:6                       | 63                        | 55                        | 1,145                     | –                         | 5                         |

## Finalrunde
Im Folgenden ist der Turnierbaum der Finalrunde aufgelistet. Legende: SP/Pkte/Aufn/HS

|  | Achtelfinale         | Achtelfinale |                  |                   | Viertelfinale        | Viertelfinale |  |  | Halbfinale | Halbfinale |  |  | Finale | Finale |
|  |                      |              |                  |                   |                      |               |  |  |            |            |  |  |        |        |
|  |                      |              |                  |                   |                      |               |  |  |            |            |  |  |        |        |
|  | Frédéric Caudron     | 3/54/30/7    |                  |                   |                      |               |  |  |            |            |  |  |        |        |
|  | Mikael Nilsson       | 1/43/29/6    |                  |                   |                      |               |  |  |            |            |  |  |        |        |
|  | Mikael Nilsson       | 1/43/29/6    | Frédéric Caudron | 2/49/38/7         |                      |               |  |  |            |            |  |  |        |        |
|  |                      |              | Frédéric Caudron | 2/49/38/7         |                      |               |  |  |            |            |  |  |        |        |
|  |                      |              |                  |                   | Dick Jaspers         | 3/61/39/11    |  |  |            |            |  |  |        |        |
|  | Christian Rudolph    | 0/25/16/4    |                  |                   | Dick Jaspers         | 3/61/39/11    |  |  |            |            |  |  |        |        |
|  | Christian Rudolph    | 0/25/16/4    |                  |                   |                      |               |  |  |            |            |  |  |        |        |
|  | Dick Jaspers         | 3/45/17/9    |                  |                   |                      |               |  |  |            |            |  |  |        |        |
|  | Dick Jaspers         | 3/45/17/9    | Dick Jaspers     | 3/45/14/8         |                      |               |  |  |            |            |  |  |        |        |
|  |                      |              | Dick Jaspers     | 3/45/14/8         |                      |               |  |  |            |            |  |  |        |        |
|  |                      |              |                  | Roland Forthomme  | 0/15/13/6            |               |  |  |            |            |  |  |        |        |
|  | Daniel Sánchez       | 2/58/46/7    |                  | Roland Forthomme  | 0/15/13/6            |               |  |  |            |            |  |  |        |        |
|  | Daniel Sánchez       | 2/58/46/7    |                  |                   |                      |               |  |  |            |            |  |  |        |        |
|  | Roland Forthomme     | 3/68/46/12   |                  |                   |                      |               |  |  |            |            |  |  |        |        |
|  | Roland Forthomme     | 3/68/46/12   | Roland Forthomme | 3/45/28/9         |                      |               |  |  |            |            |  |  |        |        |
|  |                      |              | Roland Forthomme | 3/45/28/9         |                      |               |  |  |            |            |  |  |        |        |
|  |                      |              |                  |                   | Filipos Kasidokostas | 0/22/26/3     |  |  |            |            |  |  |        |        |
|  | Filipos Kasidokostas | 3/45/19/10   |                  |                   | Filipos Kasidokostas | 0/22/26/3     |  |  |            |            |  |  |        |        |
|  | Filipos Kasidokostas | 3/45/19/10   |                  |                   |                      |               |  |  |            |            |  |  |        |        |
|  | Thomas Andersen      | 0/15/17/4    |                  |                   |                      |               |  |  |            |            |  |  |        |        |
|  | Thomas Andersen      | 0/15/17/4    | Dick Jaspers     | 3/45/8/15         |                      |               |  |  |            |            |  |  |        |        |
|  |                      |              | Dick Jaspers     | 3/45/8/15         |                      |               |  |  |            |            |  |  |        |        |
|  |                      |              |                  | Torbjörn Blomdahl | 0/18/6/8             |               |  |  |            |            |  |  |        |        |
|  | Jérémy Bury          | 2/67/40/10   |                  | Torbjörn Blomdahl | 0/18/6/8             |               |  |  |            |            |  |  |        |        |
|  | Jérémy Bury          | 2/67/40/10   |                  |                   |                      |               |  |  |            |            |  |  |        |        |
|  | Marco Zanetti        | 3/64/40/15   |                  |                   |                      |               |  |  |            |            |  |  |        |        |
|  | Marco Zanetti        | 3/64/40/15   | Marco Zanetti    | 3/56/39/10        |                      |               |  |  |            |            |  |  |        |        |
|  |                      |              | Marco Zanetti    | 3/56/39/10        |                      |               |  |  |            |            |  |  |        |        |
|  |                      |              |                  |                   | Jean Christophe Roux | 1/48/38/8     |  |  |            |            |  |  |        |        |
|  | Eddy Merckx          | 2/55/44/5    |                  |                   | Jean Christophe Roux | 1/48/38/8     |  |  |            |            |  |  |        |        |
|  | Eddy Merckx          | 2/55/44/5    |                  |                   |                      |               |  |  |            |            |  |  |        |        |
|  | Jean Christophe Roux | 3/57/44/7    |                  |                   |                      |               |  |  |            |            |  |  |        |        |
|  | Jean Christophe Roux | 3/57/44/7    | Marco Zanetti    | 1/39/39/5         |                      |               |  |  |            |            |  |  |        |        |
|  |                      |              | Marco Zanetti    | 1/39/39/5         |                      |               |  |  |            |            |  |  |        |        |
|  |                      |              |                  | Torbjörn Blomdahl | 3/54/40/5            |               |  |  |            |            |  |  |        |        |
|  | Peter de Backer      | 3/59/34/8    |                  | Torbjörn Blomdahl | 3/54/40/5            |               |  |  |            |            |  |  |        |        |
|  | Peter de Backer      | 3/59/34/8    |                  |                   |                      |               |  |  |            |            |  |  |        |        |
|  | Raimond Burgman      | 2/60/33/6    |                  |                   |                      |               |  |  |            |            |  |  |        |        |
|  | Raimond Burgman      | 2/60/33/6    | Peter de Backer  | 2/56/50/6         |                      |               |  |  |            |            |  |  |        |        |
|  |                      |              | Peter de Backer  | 2/56/50/6         |                      |               |  |  |            |            |  |  |        |        |
|  |                      |              |                  |                   | Torbjörn Blomdahl    | 3/70/50/6     |  |  |            |            |  |  |        |        |
|  | Torbjörn Blomdahl    | 3/53/25/8    |                  |                   | Torbjörn Blomdahl    | 3/70/50/6     |  |  |            |            |  |  |        |        |
|  | Torbjörn Blomdahl    | 3/53/25/8    |                  |                   |                      |               |  |  |            |            |  |  |        |        |
|  | Martin Horn          | 1/38/24/5    |                  |                   |                      |               |  |  |            |            |  |  |        |        |

## Abschlusstabelle
| Endklassement   | Endklassement | Endklassement           | Endklassement | Endklassement | Endklassement | Endklassement | Endklassement | Endklassement | Endklassement | Endklassement |
| Phase           | Platz         | Name                    | MP            | SV            | Pkt.          | Aufn.         | GD            | BED           | BSD           | HS            |
| --------------- | ------------- | ----------------------- | ------------- | ------------- | ------------- | ------------- | ------------- | ------------- | ------------- | ------------- |
| Finale          | 1             | Dick Jaspers            | 14:0          | 18:3          | 295           | 136           | 2,169         | 5,625         | 15,000        | 34            |
| Finale          | 2             | Torbjörn Blomdahl       | 12:2          | 15:7          | 285           | 183           | 1,557         | 2,120         | 3,000         | 8             |
| Halb- finale    | 3             | Marco Zanetti           | 10:2          | 13:6          | 249           | 189           | 1,317         | 1,666         | 7,500         | 15            |
| Halb- finale    | 3             | Roland Forthomme        | 6:6           | 9:9           | 224           | 161           | 1,391         | 1,607         | 2,500         | 12            |
| Viertel- finale | 5             | Frédéric Caudron        | 8:2           | 11:5          | 203           | 123           | 1,650         | 2,307         | 5,000         | 11            |
| Viertel- finale | 6             | Peter de Backer         | 8:2           | 11:6          | 215           | 158           | 1,360         | 1,818         | 2,142         | 8             |
| Viertel- finale | 7             | Filipos Kasidokostas    | 6:4           | 8:5           | 161           | 106           | 1,518         | 2,368         | 3,000         | 10            |
| Viertel- finale | 8             | Jean Christophe Roux    | 6:4           | 9:7           | 196           | 161           | 1,217         | 1,428         | 2,500         | 8             |
| Achtel- finale  | 9             | Daniel Sánchez          | 6:2           | 8:3           | 148           | 86            | 1,720         | 3,000         | 3,000         | 13            |
| Achtel- finale  | 10            | Eddy Merckx             | 6:2           | 8:4           | 159           | 111           | 1,432         | 2,000         | 2,500         | 8             |
| Achtel- finale  | 11            | Thomas Andersen         | 6:2           | 6:5           | 120           | 98            | 1,224         | 1,761         | 2,500         | 9             |
| Achtel- finale  | 12            | Raimond Burgman         | 4:4           | 7:5           | 151           | 105           | 1,438         | 1,304         | 3,750         | 8             |
| Achtel- finale  | 13            | Jérémy Bury             | 4:4           | 6:5           | 149           | 112           | 1,330         | 1,250         | 2,500         | 10            |
| Achtel- finale  | 14            | Mikael Nilsson          | 4:4           | 5:5           | 111           | 80            | 1,387         | 1,578         | 1,875         | 7             |
| Achtel- finale  | 15            | Christian Rudolph       | 4:4           | 5:5           | 117           | 100           | 1,170         | 1,428         | 1,875         | 8             |
| Achtel- finale  | 16            | Martin Horn             | 4:4           | 6:7           | 154           | 103           | 1,495         | 1,826         | 3,000         | 12            |
| Gruppen- phase  | 17            | Kurt Ceulemans          | 2:4           | 3:4           | 93            | 78            | 1,192         | 0,967         | 1,666         | 8             |
| Gruppen- phase  | 18            | Jean Paul de Bruijn     | 2:4           | 3:5           | 93            | 56            | 1,660         | 2,866         | 7,500         | 12            |
| Gruppen- phase  | 19            | Lütfi Çenet             | 2:4           | 2:4           | 74            | 63            | 1,174         | 1,034         | 1,071         | 6             |
| Gruppen- phase  | 20            | Vasco Gomes             | 2:4           | 2:4           | 63            | 77            | 0,818         | 0,937         | 1,071         | 4             |
| Gruppen- phase  | 21            | Alfonso Legazpi         | 2:4           | 2:4           | 67            | 82            | 0,817         | 0,909         | 1,153         | 4             |
| Gruppen- phase  | 22            | Andreas Kronlachner     | 2:4           | 2:4           | 58            | 73            | 0,794         | 0,833         | 0,833         | 4             |
| Gruppen- phase  | 23            | Ihab El Messery         | 2:4           | 2:4           | 67            | 92            | 0,728         | 0,714         | 0,833         | 7             |
| Gruppen- phase  | 24            | Torsten Danielsson      | 2:4           | 2:5           | 66            | 87            | 0,758         | 0,955         | 2,142         | 7             |
| Gruppen- phase  | 25            | Antonio Oddo            | 2:4           | 2:5           | 79            | 91            | 0,868         | 1,054         | 1,250         | 8             |
| Gruppen- phase  | 26            | Nikos Polychronopoulos  | 0:6           | 1:6           | 63            | 55            | 1,145         | –             | 1,666         | 5             |
| Gruppen- phase  | 27            | Kostas Papakonstantinou | 0:6           | 1:6           | 71            | 89            | 0,979         | –             | 1,071         | 6             |
| Gruppen- phase  | 28            | Ramon Hamm              | 0:6           | 1:6           | 42            | 80            | 0,525         | –             | 0,681         | 4             |
| Gruppen- phase  | 29            | Milan Nedovic           | 0:6           | 0:6           | 48            | 67            | 0,716         | –             | –             | 4             |
| Gruppen- phase  | 30            | Ari Gagerström          | 0:6           | 0:6           | 64            | 86            | 0,627         | –             | –             | 5             |
| Gruppen- phase  | 31            | Stephan Kohout          | 0:6           | 0:6           | 35            | 56            | 0,625         | –             | –             | 4             |
| Gruppen- phase  | 32            | Balint Szluka           | 0:6           | 0:6           | 44            | 82            | 0,536         | –             | –             | 3             |